# Amphiceratodon karooensis
Amphiceratodon karooensis là một loài bọ cánh cứng trong họ Bọ hung (Scarabaeidae).